# Jorge Silva (réalisateur)
Pour les articles homonymes, voir Jorge Silva et Silva.
Jorge Silva (né en 1941 dans le département de Tolima et mort en 1987) est un réalisateur colombien.

## Filmographie

### Réalisateur
- 1965 : Días de papel
- 1971 : Planas, testimonio de un etnocidio
- 1972 : Chircales
- 1975 : Campesinos
- 1980 : La voz de los sobrevivientes
- 1981 : Nuestra voz de tierra, memoria y futuro
- 1988 : Amor, mujeres y flores

## Récompenses et distinctions

### Récompenses
- 1972 : Jorge Silva et Marta Rodríguez obtiennent le Golden Dove pour Chircales au Festival international du film documentaire et du film d'animation de Leipzig[3]
- 1973 : Jorge Silva et Marta Rodríguez obtiennent le Grand Prix pour Chircales au Festival du court métrage international de Tampere[3]
- 1976 : Jorge Silva et Marta Rodríguez obtiennent  le Grand Prix pour Campesinos au Festival du court métrage international de Tampere[3]
- 1977 : Jorge Silva et Marta Rodríguez obtiennent  le Critics Award Best Short pour Campesinos au Syndicat français des critiques de cinéma[3]
- 1982 : Jorge Silva obtient le FIPRESCI Prize pour Tied with Lebensläufe au festival international du film de Berlin, ex æquo avec Marta Rodríguez pour Nuestra voz de tierra, memoria y futuro[3]
- 1982 : Jorge Silva pour Tied with Últimos días de la víctima obtient le Golden Colon au Huelva Latin American Film Festival, ex æquo avec Marta Rodríguez pour Nuestra voz de tierra, memoria y futuro[3]